# Madame Doubtfire
Pour l’article homonyme, voir Madame Doubtfire (théâtre).
Pour plus de détails, voir Fiche technique et Distribution.
Madame Doubtfire (Mrs. Doubtfire) est un film américain réalisé par Chris Columbus et sorti en 1993. C'est l'adaptation du roman Quand papa était femme de ménage d'Anne Fine publié en 1987.
Le film est un immense succès commercial dans le monde. Une suite sera longtemps évoquée, jusqu'au décès de Robin Williams.

## Synopsis
San Francisco. Daniel Hillard est un comédien de doublage doué mais il n'en fait qu'à sa tête ce qui lui vaut de perdre souvent ses emplois. Père trop souple avec ses trois enfants, il organise une fête immense pour l'anniversaire de son fils Chris, qui met la maison sens dessus dessous.
Exaspérée par son caractère irresponsable, sa femme Miranda demande le divorce et il perd la garde de ses enfants.
Pour revoir ses enfants, Daniel devient, grâce à ses talents d'acteur et à son frère prothésiste, une respectable et agréable gouvernante anglaise : Madame Iphigénie Doubtfire. Miranda s'y laisse prendre et l'engage pour garder ses enfants.
Il parvient à donner le change un certain temps, malgré les soupçons de l'enquêtrice sociale, les déductions de ses enfants et le nouveau soupirant de Miranda, M. Dunmeyer.

## Fiche technique
Sauf indication contraire, les informations mentionnées dans cette section peuvent être confirmées par la base de données cinématographiques IMDb,  présente dans la section « Liens externes ».
- Titre original : Mrs. Doubtfire
- Titre français : Madame Doubtfire
- Réalisation : Chris Columbus
- Scénario : Leslie Dixon et Randi Mayem Singer, d'après le roman Quand papa était femme de ménage d'Anne Fine
- Musique : Howard Shore
- Direction artistique : W. Steven Graham
- Décors : Angelo P. Graham, Garrett Lewis
- Costumes : Marit Allen
- Maquillages :  Greg Cannom, Ve Neill, et Yolanda Toussieng
- Photographie : Donald McAlpine
- Montage : Raja Gosnell
- Animation : Chuck Jones (superviseur), Linda Jones Clough (producteur), Stephen Fossatti (producteur associé)
  - Animateurs : Raul Garcia, Claude Raynes, Dwayne Gressky, Bill Littlejohn, Barry Nelson, Tom Ray, Tom Roth
  - Assistants animateurs : Debra Armstrong, Susan Goldberg, Sylvia Pompei
  - Décors : Rick Reinert
  - Vérificateurs : Charlotte Clark, Debra Rykoff, Pat Sito (non crédité)
- Production : Marsha Garces Williams, Robin Williams, et Mark Radcliffe
- Sociétés de production : Blue Wolf et 20th Century Fox
- Société de distribution : 20th Century Fox
- Format : Couleur (DeLuxe) – 35 mm (Panavision) –  2,35:1 – Son Dolby SR
- Pays de production :  États-Unis
- Budget : 25 millions de dollars
- Langue originale : anglais
- Genre : comédie
- Durée : 124 minutes
- Dates de sortie : 
  - États-Unis : 24 novembre 1993
  - France : 9 février 1994
- Classification :
  - États-Unis : PG-13, accord parental recommandé, film déconseillé aux moins de 13 ans[1].
  - France : tous publics (visa d'exploitation CNC no 84536 délivré le 4 janvier 1994[2]).

## Distribution
Source et légende : Version française (VF) sur AlloDoublage
- Robin Williams (VF : Patrick Floersheim) : Daniel Hillard / Mme Iphigénie Doubtfire (Mrs. Euphegenia Doubtfire en VO)
- Sally Field (VF : Monique Thierry) : Miranda Hillard
- Pierce Brosnan (VF : Bernard Tiphaine) : Stuart « Stu » Dunmeyer
- Robert Prosky (VF : Serge Lhorca) : Jonathan Lundy
- Harvey Fierstein (VF : Christian Pelissier) : Frank, le frère de Daniel
- Lisa Jakub (VF : Amélie Morin) : Lydia Hillard
- Matthew Lawrence (VF : Adrien Antoine) : Christopher « Chris » Hillard
- Mara Wilson (VF : Amélie Morin) : Natalie « Nattie » Hillard
- Polly Holliday (VF : Marion Game) : Gloria Chaney
- Anne Haney (VF : Jacqueline Porel) : Mlle Sellner, l'assistante sociale
- Scott Capurro : Jack, le beau-frère de Daniel
- Joe Bellan : Tony
- Scott Beach (VF : William Sabatier) :   le juge aux affaires familiales
- Sydney Walker (VF : Raymond Baillet) : Le chauffeur du bus
- Martin Mull (VF : Jean-Pierre Leroux) : Justin Gregory, le patron de Miranda
- Terence McGovern (VF : Sady Rebbot) : Lou, le directeur artistique
- Ralph Peduto : le policier à la fête d'anniversaire
- Rick Overton (VF : Jean-Pierre Leroux) : le maître d'hôtel du restaurant Bridges
- Dan Spencer : le cuisinier
- Paul Guilfoyle : le chef-cuisinier

## Production
Le tournage a lieu du 22 mars au 1er juillet 1993 à San Francisco et San Ramon, en Californie. Dans le film, il est mentionné que la maison familiale est au 2640 Steiner Street à San Francisco.  Il s'agit là de l'adresse réelle de la propriété utilisée dans le film.
En 2023, Chris Columbus déclare que Robin Williams improvisait beaucoup sur le tournage, les outtakes et making-of formant au moins 600 000 mètres (deux millions de pieds) de pellicules. Le réalisateur exprime alors son souhait d'en faire un documentaire.

## Bande originale
Albums de Howard Shore
Sliver
(1993) M. Butterfly
(1993)
La musique du film est composée par Howard Shore.
Liste des titres
1. "Mrs. Doubtfire" - 2:58
2. "Divorce" - 2:56
3. "My Name Is Else Immelman - 2:55
4. "Meeting Mrs. Doubtfire – 2:14
5. "Tea Time With Mrs. Sellner" - 3:58
6. "Dinner Is Served" - 2:18
7. "Daniel and the Kids" - 2:29
8. "Cable Cars" - 4:56
9. "Bridges Restaurant" - 6:13
10. "Show's Over" - 3:26
11. "The Kids Need You" - 3:21
12. "Figaro / Papa's Got a Brand New Bag" - 3:23

## Sortie et accueil

### Accueil critique
Aux États-Unis, le film est plus ou moins bien reçu par la critique, avec un pourcentage de 69 % dans la catégorie All Critics, basé sur 49 commentaires et une note moyenne de 5.8⁄10 et un pourcentage de 86 % dans la catégorie Top Critics, basé sur 7 commentaires et une note moyenne de 6.6⁄10 sur le site Rotten Tomatoes et une moyenne de 53⁄100, basé sur 16 commentaires sur le site Metacritic. Du côté des spectateurs, ceux interrogés sur CinemaScore ont attribué au film une note moyenne de « A » sur une échelle de A + à F.

### Box-office
Madame Doubtfire rencontre un énorme succès public avec 219,1 millions de dollars de recettes sur le territoire américain et 441,2 millions de dollars de recettes dans le monde, pour un budget estimé à 25 millions. Son succès commercial lui permet de se classer à la seconde place des plus grands succès américains en 1993 et également à la seconde place des plus grands succès mondiaux de la même année, derrière Jurassic Park, premier de ces deux classements.
Le film connaît également un succès en France en réalisant plus de 5 millions d'entrées. Il se classe quatrième au box-office de l'année 1994.
| Pays ou région    | Box-office                                      | Date d'arrêt du box-office | Nombre de semaines |
| ----------------- | ----------------------------------------------- | -------------------------- | ------------------ |
| États-Unis Canada | 219 195 051 $ ; 53.2 millions d'entrées vendues | 12 mai 1994                | 25                 |
| France            | 5 025 829 entrées                               | 12 avril 1994              | 9                  |
| Total mondial     | 441 286 003 $                                   | -                          | -                  |

## Distinctions principales
Source : Internet Movie Database

### Récompenses
- Oscars 1993 : meilleur maquillage pour Greg Cannom, Ve Neill et Yolanda Toussieng
- Golden Globes 1994 : meilleur film musical ou de comédie, meilleur acteur dans un film musical ou une comédie pour Robin Williams

### Nominations
- British Academy Film Awards 1995 : meilleurs maquillages et coiffures

## Autour du film

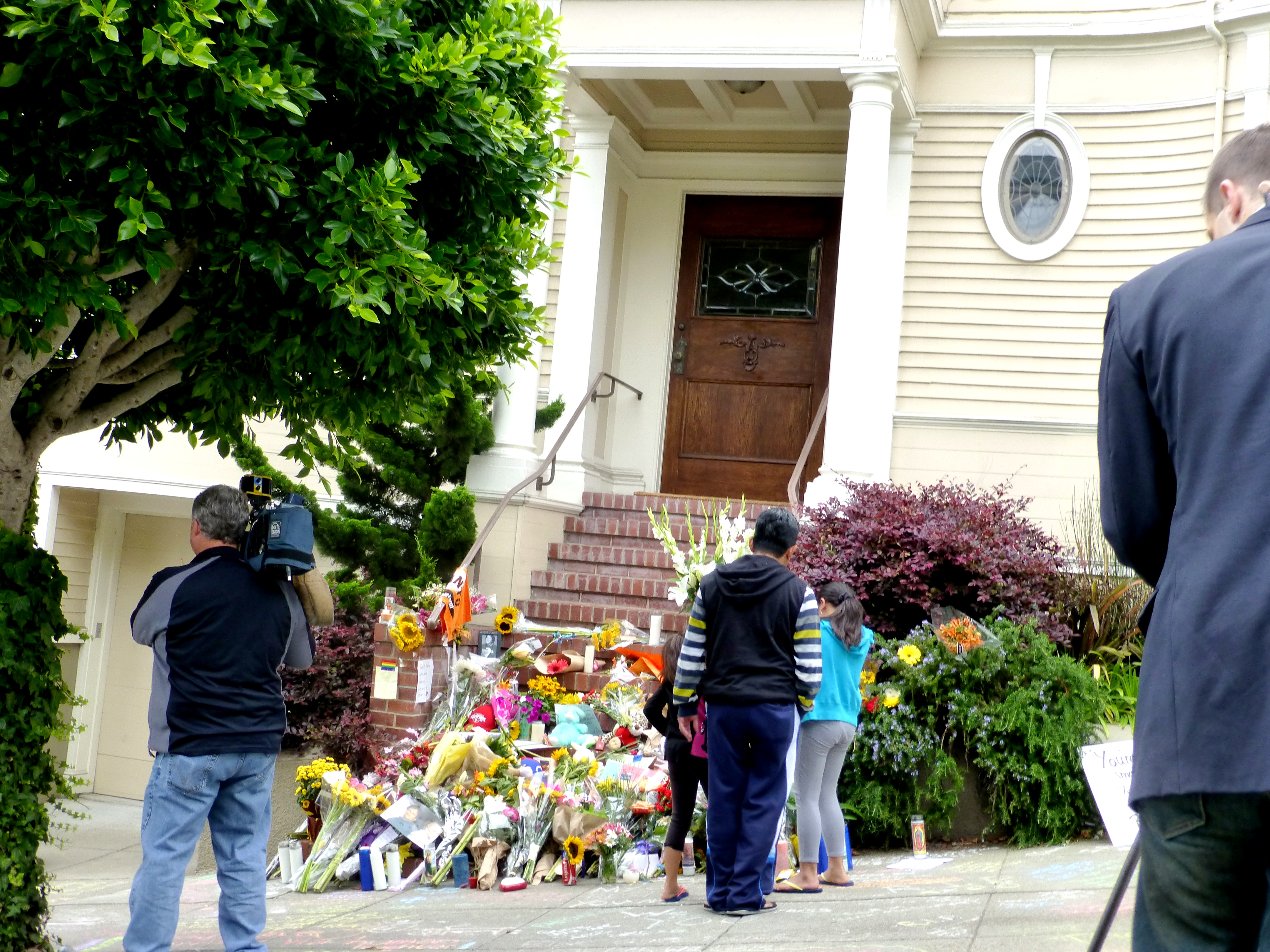
Fleurs déposées devant la maison de San Francisco utilisée pour le tournage, le 13 août 2014, deux jours après la mort de Robin Williams

- Robin Williams s'était brouillé avec les studios Disney après l'enregistrement d’Aladdin. La séquence dans laquelle son personnage se fait virer de son emploi de comédien spécialisé dans le doublage de dessin animé est un clin d'œil à cette situation.
- Alors qu'il est en conversation téléphonique avec sa femme, Daniel Hillard trouve à l’improviste le nom pour son personnage fictif de gouvernante en lisant le titre d'un journal posé juste devant lui. Il y est écrit en gros caractère « Police Doubt Fire Was Accidental », c'est-à-dire en français « la police doute du caractère accidentel de l'incendie ». En version originale, le nom de 'Doubtfire' a donc son effet comique, en français cela donnerait Madame 'Doute que le feu'
- Lors de la scène où Miranda Hillard fait passer de nouveau un entretien pour recruter une femme pouvant s'occuper de ses enfants, sa fille Lydia barre le nom de la dernière venue une fois celle-ci partie : Paula Dupré, qui n'est autre que la productrice associée du film, son nom étant crédité dans le générique de fin.
- Lors de la transformation du personnage de Daniel Hillard, ce dernier s'exclame : « J'ai l'impression d'être Gloria Swanson ». Il s'exclame ensuite vers son frère : « Prêt pour mon gros plan, M. Cecil B. DeMille ! » faisant référence à la célèbre réplique de Gloria Swanson dans Boulevard du crépuscule (1950).
- Quelques faux raccords sont visibles dans le film[17] :
  - Lorsque Daniel se fait passer pour une deuxième candidate au poste de femme de ménage dans son bain (en prenant un fort accent), il a soudainement de la mousse sur son torse au changement de plan.
  - On peut apercevoir les doublures des acteurs sur certains plans comme lorsque le rembourrage de Daniel prend feu au niveau des seins ou encore lorsque Stu effectue un plongeon en pirouette dans l'eau de la piscine.
  - Lorsque Lydia et Chris ont des doutes sur l'identité de Mme Doubtfire, Lydia saisit une raquette et la menace. À ce moment-là, les cheveux de la jeune fille sont disposés dans son dos. Au changement de plan, ses mèches de gauche apparaissent devant son épaule puis de nouveau derrière deux plans plus tard.
  - Lorsque le portail de la piscine s'ouvre sur la famille, deux jeunes femmes en bikini (l'une en blanc tenant un verre et une serviette, l'autre en noir et blanc) traversent le plan. Sur le plan arrière suivant, on les voit repasser à nouveau devant le portail.
  - Lorsque Stu discute avec son ami Ron au bar de la piscine, on peut apercevoir l'équipe de tournage dans le reflet du vase en arrière plan.
  - Peu après, Daniel prend un citron vert au sommet de la corbeille de fruits pour le lancer sur la tête de Stu. Deux plans plus tard, le même citron réapparaît exactement à sa place.
  - Lorsque Mme Doubtfire propose à Lydia et Chris d'aller voir le chariot de desserts, Lydia garde son menu fermé et Chris l'ouvre à peine alors que, sur le gros plan suivant, leurs menus sont bien ouverts avant qu’ils ne les referment.
  - Dans la dernière scène, Daniel propose à ses enfants d'aller se promener et Miranda précise « À partir de maintenant, votre père viendra vous chercher à l'école tous les jours. ». Pourtant, le dernier plan large montre que les enfants prennent leurs affaires d'école avant de monter dans la voiture, la balade semblant se solder par des devoirs ou des révisions.
- Une version basée sur le film (et non pas le roman) a été adaptée en Italie au théâtre sous le titre E meno mâle Che c'e Maria, par Jaja Fiastri. En 2003, une adaptation française de la pièce de théâtre est signée par Albert Algoud, avec une mise en scène de Daniel Roussel, avec Michel Leeb dans le rôle principal.

## Projet de suite
Une suite de Madame Doubtfire a été annoncée le 17 avril 2014, cependant celle-ci est annulée à la suite du décès de Robin Williams le 11 août 2014.